# ガッテンドルフ (オーバーフランケン)
ガッテンドルフ (ドイツ語: Gattendorf) は、ドイツ連邦共和国バイエルン州オーバーフランケン行政管区ホーフ郡の町村（以下、本項では便宜上「町」と記述する）で、ファイリッチュ行政共同体の一員。この町は、ホーフ市の東約12km、アウトバーンA93（出口3 - レグニッツローザウ）沿いのバイエルン・フォクトラントに位置している。

## 地理

### 自治体の構成
ガッテンドルフは公式には13の地区 (Ort) からなる。このうち孤立農場などを除く集落を以下に列記する。
- デルベリッツ
- グンパーツロイト
- キルヒガッテンドルフ (ガッテンドルフ)
- ノイガッテンドルフ
- オーバーハルトマンスロイト
- シュロスガッテンドルフ

## 歴史
ガッテンドルフが初めて文献に登場するのは1234年である。18世紀の終わりにはこの地はフォクトラントの貴族であるライツェンシュタイン男爵の所領となっていたが、プロイセン王国のバイロイト侯領となり、1807年のティルジットの和約によってフランス領に、次いで1810年にバイエルン王国領になった。

## 行政
首長はジークフリート・シェルナー (SPD/Unabhängige Wähler)である。

## 引用
1. ↑  https://www.statistikdaten.bayern.de/genesis/online?operation=result&code=12411-003r&leerzeilen=false&language=de Genesis-Online-Datenbank des Bayerischen Landesamtes für Statistik Tabelle 12411-003r Fortschreibung des Bevölkerungsstandes: Gemeinden, Stichtag (Einwohnerzahlen auf Grundlage des Zensus 2011)
2. ↑  Bayerische Landesbibliothek Online